# Вонг, Лоуренс
Лоуренс Вонг Сюн Цай (англ. Lawrence Wong Shyun Tsai, кит. трад. 黃循財, упр. 黄循财, пиньинь Huáng Xúncái, палл. Хуан Сюнь Цай; род. 18 декабря 1972, Сингапур) — сингапурский экономист и государственный деятель, 4-й Премьер-министр Сингапура с 15 мая 2024 года.

## Биография
Лоуренс Вонг родился 18 декабря 1972 года в восточном Сингапуре. Отец Вонга работал менеджером по продажам, в то время как его мать была учительницей в младших классах.
Перед поступлением в колледж Вонг посещал начальную школу для мальчиков Хейг, а затем младший колледж Виктории. В 1994 году Вонг получил степень бакалавра наук по специальности экономика в Висконсинском университете в Мадисоне. В 1995 году он получил степень магистра искусств в области прикладной экономики в Мичиганском университете, а в 2004 году получил степень магистра государственного управления в Гарвардском университете.

## Карьера государственного служащего
Лоуренс Вонг начал карьеру экономиста в 1997 году, устроившись в Министерство торговли и промышленности. В это время набирал силу Азиатский финансовый кризис 1997 года, и Вонг сосредотачивался на подготовке отчёта о региональной экономике и влиянии кризисной ситуации на Сингапур. В 2002 году Вонга перевели в Министерство финансов, а в 2004 году он перешёл на работу в Министерство здравоохранения, где стал директором по финансам.
С 2005 года Вонг был главным личным секретарём премьер-министра Ли Сяньлуна. В сентябре 2008 года Вонг стал заместителем главного исполнительного директора Управления по энергетическому рынку, а в 2009 году сам занял эту должность, но ушёл в отставку в 2011 году.

## Политическая карьера
Вонг пришёл в политику на парламентских выборах 2011 года, на которых он был избран членом парламента.
21 мая 2011 года Вонг был назначен государственным министром обороны и государственным министром образования, а 10 июня был назначен в совет директоров Денежно-кредитного управления Сингапура. 1 августа 2012 года Вонг был повышен до старшего государственного министра информации, коммуникаций и искусств и старшего государственного министра образования. 1 ноября 2012 года он был назначен исполняющим обязанности министра культуры, по делам общества и молодежи и старшего государственного министра связи и информации.
1 мая 2014 года Вонг был назначен министром культуры, по делам общества и молодёжи и вторым министром связи и информации. Находясь на посту министра культуры, по делам общества и молодежи, Вонг участвовал в преобразовании Гражданского района — места провозглашения современного Сингапура, в котором находится множество учреждений и памятников культуры и истории, ставших символами важных событий в истории Сингапура.
На всеобщих выборах 2015 года Вонг был избран членом парламента. Вонг возглавлял Руководящий комитет Сингапура по спорту, который обеспечивает стратегическое руководство по выявлению и воспитанию высокоэффективных спортсменов. Вонг заявил, что достижения сингапурских спортсменов на Играх Юго-Восточной Азии 2015 года говорят о том, что инвестиции Сингапура в спорт не были напрасными.
1 октября 2015 года Вонг был назначен министром национального развития. 22 августа 2016 года его назначили вторым министром финансов.
Во время пандемии COVID-19 в Сингапуре Вонг был назначен сопредседателем межведомственного комитета, сформированного в январе 2020 года для управления ситуацией в стране. В марте 2020 года явлен выступил с речью, в которой поблагодарил работников здравоохранения за их важную и ответственную работу.
На парламентских выборах 2020 года Вонг сохранил своё место в парламенте, а 27 июля 2020 года был назначен на пост министра образования. 15 мая 2021 года, после очередной перестановки в кабинете министров, Вонг ушёл с поста министра образования и стал министром финансов.
6 июня 2022 года было объявлено о перестановках в кабинете министров, в результате которых Вонг стал заместителем премьер-министра, что сильно укрепило его позиции в качестве возможного преемника премьер-министра Ли Сяньлуна. Кроме того, что он стал заместителем премьер-министра, он исполнял его обязанности во время его отсутствия. 5 ноября 2023 года премьер-министр Ли Сяньлун объявил, что передаст свою должность Вонгу в ноябре 2024 года.
В результате заявлений Ли Сяньлуна Вонг стал его очевидным преемником на посту премьер-министра. 15 апреля 2024 года канцелярия премьер-министра опубликовала заявление для прессы, подтверждающее, что Лоуренс Вонг сменит Ли Сяньлуна. Вонг официально принёс присягу в 20:00 по местному времени 15 мая в Истане и стал четвёртым премьер-министром страны.
В 2024 году Вонг стал самым высокооплачиваемым мировым лидером, его годовая зарплата составила около 1,69 миллиона долларов США.

## Личная жизнь
Вонг является методистом. В возрасте 28 лет он женился, но развелся со своей первой женой через три года. Второй женой политика стала банкир Лу Цзе Луй. У них нет детей. Его хобби являются игра на гитаре и езда на мотоциклах.